# Ларс Толумний
Ларс Толумний (лат. Lars Tolumnius, этр. Larth Tulumnes; ум. 437 или 426 до н. э.) — царь этрусского города Вейи, противник римлян во Второй Вейентской войне.
В 438 или 426 году до н. э. колония Фидены отпала от Рима и перешла на сторону Вей. Римляне направили послов Квинта Фульциния, Клелия Тулла, Спурия Антия и Луция Росция для выяснения причин измены, но послы были убиты по приказу царя. По словам Ливия, некоторые авторы оправдывали Толумния, сообщая, что какое-то двусмысленное высказывание при удачном броске костей было воспринято фиденатами, как приказ. Ливий считает этот анекдот невероятным, и предполагает, что царь хотел повязать своих новых союзников кровью.
В ходе начавшейся войны Толумний командовал союзными войсками в битве при Фиденах с войском диктатора Мамерка Эмилия и был убит в поединке Авлом Корнелием Коссом, военным трибуном или начальником конницы. Снятые с царя доспехи Косс посвятил в храм Юпитера Феретрия (spolia opima).